# Леонский собор (Никарагуа)
Леонский собор — архитектурный памятник в Никарагуа, находится в городе Леон.
Возводился в период с 1747 по 1814 год (хотя полноценный архитектурный проект был разработан только в 1762 году), был освящён папой Пием IX в 1860 году. Является самым большим собором в Центральной Америке. Собор известен созданной для него в начале XX века статуей Девы Марии, в нём похоронены многие известные люди Никарагуа.
В 2011 году собор был включён в Список Всемирного наследия ЮНЕСКО и стал вторым памятником из этого списка в стране.

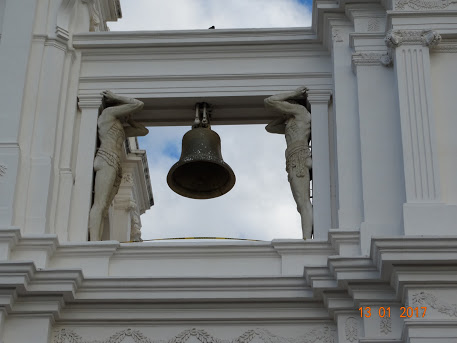
Леонский собор (Никарагуа), титаны на фронтоне собора